# Emma Goldman
Pour les articles homonymes, voir Goldman.
Emma Goldman est une intellectuelle et militante socialiste et anarchiste russe puis américaine et canadienne née le 27 juin 1869 à Kowno et morte le 14 mai 1940 à Toronto, Canada, connue pour son activisme politique, ses écrits et ses discours radicaux libertaires et féministes. Elle a joué un rôle majeur dans le développement de la philosophie anarchiste en Amérique du Nord et en Europe dans la première moitié du XXe siècle.
Née à Kowno appartenant alors à l'Empire russe, dans la zone de résidence, elle émigre aux États-Unis en 1885 et vit à New York, où elle rejoint dès 1889 le mouvement anarchiste en plein essor après le massacre de Haymarket Square. Elle devient vite une écrivaine et conférencière renommée, captivant des milliers de personnes sur la philosophie anarchiste, les droits des femmes ou les luttes sociales.
Elle soutient, en 1892, une tentative d'assassinat de l'industriel Henry Frick, par son amant et ami de toujours, Alexandre Berkman. L'évènement conçu comme un acte de propagande par le fait a lieu lors de la grève de l'usine sidérurgique Homestead. Bien que Frick ne soit que blessé, Berkman est condamné à vingt-deux ans de réclusion. Elle est emprisonnée à plusieurs reprises dans les années qui suivent, pour « incitation à l'émeute » et distribution illégale d'informations sur le contrôle des naissances. En 1906, elle fonde le journal Mother Earth,, distribué notamment par son amie Eva Kotchever,  dont elle assure la rédaction en chef jusqu'à son interdiction en 1917. La même année, avec Berkman, elle est condamnée à deux ans de prison pour propagande antimilitariste contre la conscription. Ils sont ensuite expulsés vers la Russie.
Initialement, elle soutient la révolution bolchevique, mais s'oppose rapidement au Parti communiste, en prenant notamment la défense des anarchistes victimes de la répression. En 1921, elle fuit l'URSS et raconte son expérience, en 1923, sous le titre My Disillusionment in Russia.
Pendant son séjour en France, en 1928, elle rédige son autobiographie, Living my Life, publiée en 1931.
De 1936 à 1938, lors de la guerre civile et à l'invitation de la Confédération nationale du travail, elle se rend à plusieurs reprises en Espagne pour soutenir la révolution sociale. Elle meurt à Toronto le 14 mai 1940 à l'âge de 70 ans.
Pour certains, Emma Goldman est une « femme rebelle », libertaire et libre penseuse. Pour ses détracteurs, c'est une avocate de l'assassinat politique et de la révolution violente. Ses écrits et ses conférences touchent des domaines aussi divers que la prison, l'athéisme, la liberté d'expression, le militantisme, le mariage ou l’homosexualité. Bien qu'elle ne partage pas la revendication de la première vague du féminisme en faveur du droit de vote des femmes, elle développe une nouvelle réflexion intégrant davantage les femmes et la sexualité dans la philosophie anarchiste.
Dans les années 1970, après des décennies d'oubli, son parcours est revisité par des chercheurs féministes ou anarchistes. En 1979, ses Mémoires sont traduits et publiés en français sous le titre L'Épopée d'une anarchiste. New York 1886 - Moscou 1920. Ils sont réédités régulièrement depuis.

## Biographie

### Famille
Sa famille d'origine juive orthodoxe lituanienne vit à Kaunas (alors Kowno), dans l'Empire russe. Sa mère, Taube Bienowitch, a deux filles d'un premier mariage : Helena (née en 1860) et Lena (en 1862). Le premier mari, mort de tuberculose, laisse une veuve dévastée.
Le second mariage de Taube est arrangé par sa famille et, d'après Emma, contrairement au précédent, ils ne sont pas « faits l'un pour l'autre ». Le second mari, Abraham Goldman, investit l'héritage de sa femme dans un commerce qui périclite rapidement, entraînant des privations qui s'ajoutent au manque de relation affective dans le couple, ce qui provoque des tensions. Taube est enceinte, Abraham souhaite ardemment avoir un fils : une fille, croit-il, serait un nouvel échec. Le couple a finalement quatre enfants dont Emma, l'ainée, et trois fils.

### Enfance
Emma Goldman est née le 27 juin 1869. Son père est violent, il frappe ses enfants notamment Emma, la plus rebelle, parfois avec un fouet. Sa mère la réconforte, tentant de modérer son mari. Avec le recul, Emma analyse plus tard l'origine de la fureur de son père et l'explique, en partie, comme une conséquence de ses frustrations sexuelles. Les relations avec ses demi-sœurs, Helena et Lena, lui procurent le réconfort qu'elle ne trouve pas chez sa mère, et comblent son enfance de « toute la joie qu'elle a eue ». La famille s'agrandit avec l'arrivée de trois frères, Louis (qui meurt à six ans), Herman (né en 1872) et Moishe (en 1879).

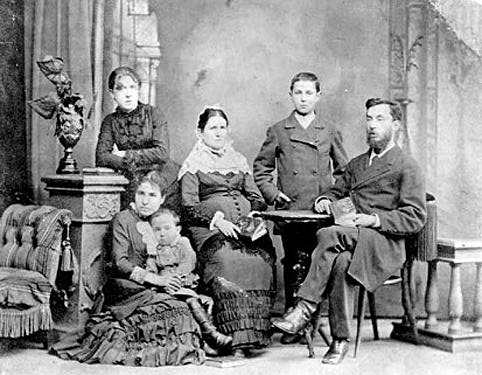
La famille d'Emma Goldman à Saint-Pétersbourg en 1882. De gauche à droite : Emma debout, Helena assise avec Morris sur ses genoux, Taube, Herman et Abraham.

La famille déménage dans le village de Papilė, où le père gère une auberge. Emma y rencontre Petrouchka, un jeune paysan qui suscite ses « premiers émois érotiques ». Elle est le témoin du châtiment d'un paysan, fouetté à coup de knout dans la rue. Cet événement contribue à forger son opposition à toute autorité violente.
En 1876, sa famille déménage à Königsberg, alors ville prussienne de l'Empire allemand. Elle intègre une Realschule. Un des professeurs la punit, comme d'autres élèves, en la frappant à coup de règle sur les mains. Un autre enseignant tente de l'agresser mais comme elle résiste, il est renvoyé. Elle trouve un mentor bienveillant en la personne de sa professeure d'allemand, qui lui prête des livres et l'emmène à l'opéra. Étudiante passionnée, elle réussit les examens d'admission au Gymnasium mais son professeur de religion refuse de lui délivrer un certificat de bonne conduite et elle ne peut donc s'y inscrire.

### Premières fractures
En 1883, la famille déménage à Saint-Pétersbourg, où son père ouvre sans succès un autre magasin. La pauvreté oblige les enfants à travailler. Emma exerce plusieurs métiers dont ceux de couturière et d'ouvrière dans une fabrique de corsets.

Adolescente, elle supplie son père de lui permettre de retourner à l’école. Celui-ci réagit en jetant son livre de français au feu : 

« Les filles n'ont pas besoin d'étudier autant que cela. Tout ce qu'une fille juive doit savoir, c'est comment on prépare le gefilte fish, comment couper convenablement les pâtes et donner à un homme de nombreux enfants. »

Emma a 15 ans et son père veut la marier religieusement de force. Ils s'affrontent sans cesse : lui se plaint qu'elle est une « femme facile » et elle affirme qu'elle ne se mariera que par amour.

Au magasin où elle travaille, elle repousse les avances appuyées de certains hommes. L'un d'entre eux l'emmène dans une chambre d'hôtel et après l'avoir fait boire, commet ce qu'elle décrira comme « le contact violent de nos corps qui m'avait fait si mal ». Deux de ses biographes ont qualifié cet épisode de viol,. Elle est sidérée par cette expérience et « choquée de découvrir que la rencontre physique d'un homme et d'une femme pouvait être aussi brutale et douloureuse ». Après cette rencontre, elle décrit ses relations avec les hommes en ces termes : 

« Ils exerçaient encore sur moi un attrait puissant, mais souvent contredit par un violent mouvement de répulsion et je ne supportais pas qu'ils me touchent. »

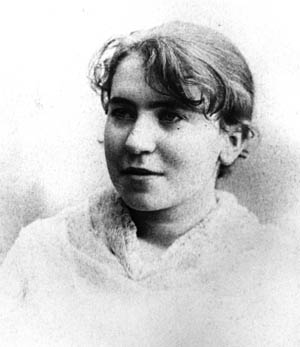
Emma Goldman en 1886, à 17 ans.

Lectrice assidue, elle poursuit son éducation en autodidacte. La Russie vit une période agitée. Le tsar Alexandre II de Russie vient d'être assassiné par le mouvement nihiliste. Elle lit le roman de Nikolaï Tchernychevski, Que faire ? et se projette dans le personnage de Vera, jeune nihiliste ayant fui une famille répressive pour vivre libre en travaillant comme couturière dans une coopérative. Le livre la captive et reste une source d'inspiration tout au long de sa vie.
Elle noue des relations avec un cercle d'étudiants anarchistes de Saint-Pétersbourg,.

### Couturière à Rochester
En 1885, sa sœur Helena envisage de partir à New York rejoindre Lena et son mari. Emma veut se joindre à elle et bien qu'Helena lui offre son billet, le père refuse. Désespérée, Emma menace de se jeter dans la Neva. Le père accepte finalement et le 29 décembre 1885, Helena et Emma arrivent à Castle Clinton à New York avant de s'installer chez Lena à Rochester. Fuyant l'antisémitisme qui se développe à Saint-Pétersbourg, le reste de la famille les rejoint l'année suivante.
Emma travaille alors comme couturière, fabriquant des manteaux pendant plus de dix heures par jour pour deux dollars et demi par semaine. Dans cette ville, et plus tard à New Haven, dans le Connecticut, elle fait la connaissance, parmi ses collègues, de groupes de socialistes et d'anarchistes avec lesquels elle se lie.
Fin 1886, une demande d'augmentation lui est refusée et elle préfère alors travailler dans une petite boutique à proximité.
Elle y rencontre Jacob Kershner, un collègue, avec qui elle partage son amour des livres, de la danse et des voyages, ainsi que la détestation du travail en usine. En février 1887, ils se marient. Durant leur nuit de noces, elle découvre que son mari est impuissant. Kershner emménage dans sa famille, mais leur relation se dégrade, ils s’éloignent physiquement et émotionnellement. Moins d'une année après leur mariage, ils divorcent. Son ex-mari lui demande de revenir, la menaçant même de s'empoisonner. Emma revient à la maison mais, au bout de trois mois, elle le quitte définitivement. Ses parents considèrent son comportement comme « immoral » et lui refusent la possibilité de revenir dans leur foyer.
Avec cinq dollars et sa machine à coudre, elle quitte Rochester pour New York et s’engage de plus en plus dans le mouvement social.
À la suite des manifestations et du massacre de Haymarket Square à Chicago (3 mai 1886), la répression des syndicats bat son plein aux États-Unis. Elle se rapproche du courant antiautoritaire.
En 1887, elle obtient la nationalité américaine (en 1909, elle sera la première victime de la « dénaturalisation politique » au prétexte trouvé par l’Administration que son mari, juif russe naturalisé américain, par lequel elle était devenue américaine au moment de son mariage, et dont elle avait divorcé un an après, avait menti au moment de sa propre naturalisation vingt ans auparavant sur son âge et sa date d’arrivée aux États-Unis).

### Most et Berkman

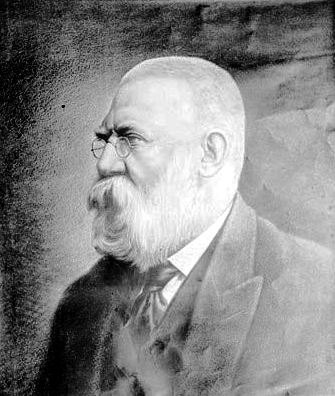
Johann Most dans les années 1890.

En 1889, lors de sa première journée à New York, elle rencontre deux hommes qui vont avoir une grande influence sur sa vie. Au Sach's Café, un lieu de réunion pour les radicaux, elle est présentée à Alexandre Berkman, un anarchiste qui l'invite à une conférence de Johann Most, fondateur du journal Die Freiheit et partisan de la propagande par le fait - c'est-à-dire de l'utilisation de la violence pour provoquer le changement. Elle fut impressionnée par son discours enflammé, et Most prit Goldman sous son aile, l’entraînant à discourir en public. Il l’encouragea fortement, lui disant même qu'elle prendrait sa place quand il serait absent. Une de ses premières prises de parole en public eut lieu à Rochester. Après avoir convaincu sa sœur Helena de ne rien dire de son discours à ses parents, elle se trouva une fois sur scène, l'esprit complètement vide. Soudainement : « Quelque chose d'étrange se produisit. En un éclair, je les ai vus - tous les incidents de mes trois années passées à Rochester : l'usine Garson, ses corvées et ses humiliations, l'échec de mon mariage, le crime de Chicago… Je commençais à parler. Des mots que je ne m'étais jamais entendu prononcer auparavant sont venus jaillir abondamment, de plus en plus vite. Ils sont venus avec une intensité passionnée… Le public avait disparu, le hall lui-même avait disparu ; j'étais seulement consciente de mes propres mots, de mon chant extatique. »
Enchantée par cette expérience, Goldman affina son personnage public durant de nombreux autres engagements. Rapidement, cependant, elle se retrouva en conflit avec Most à propos de son indépendance. Après un discours très important, elle eut l'impression d'être devenue « un perroquet répétant les vues de Most » et affirma sa volonté d'exprimer ses positions. Dès son retour à New York, Most devenu furieux lui asséna « Qui n'est pas avec moi est contre moi ». Goldman quitta Freiheit et rejoignit une autre publication Die Autonomie.
Au même moment, elle commença à entretenir une relation plus amicale avec Berkman, qu'elle appelait affectueusement Sasha. Ils devinrent rapidement amants et déménagèrent dans un appartement communautaire, à Woodstock en Illinois, avec son cousin Modest « Fedya » Stein et une amie de Goldman, Helen Minkin. Bien que leur relation ait dû faire face à de nombreuses difficultés, Goldman et Berkman auraient partagé une relation très proche pendant des décennies, unis par leurs idées anarchistes et leurs engagements pour l'égalité individuelle.

### Tentative d'assassinat d'Henry Clay Frick

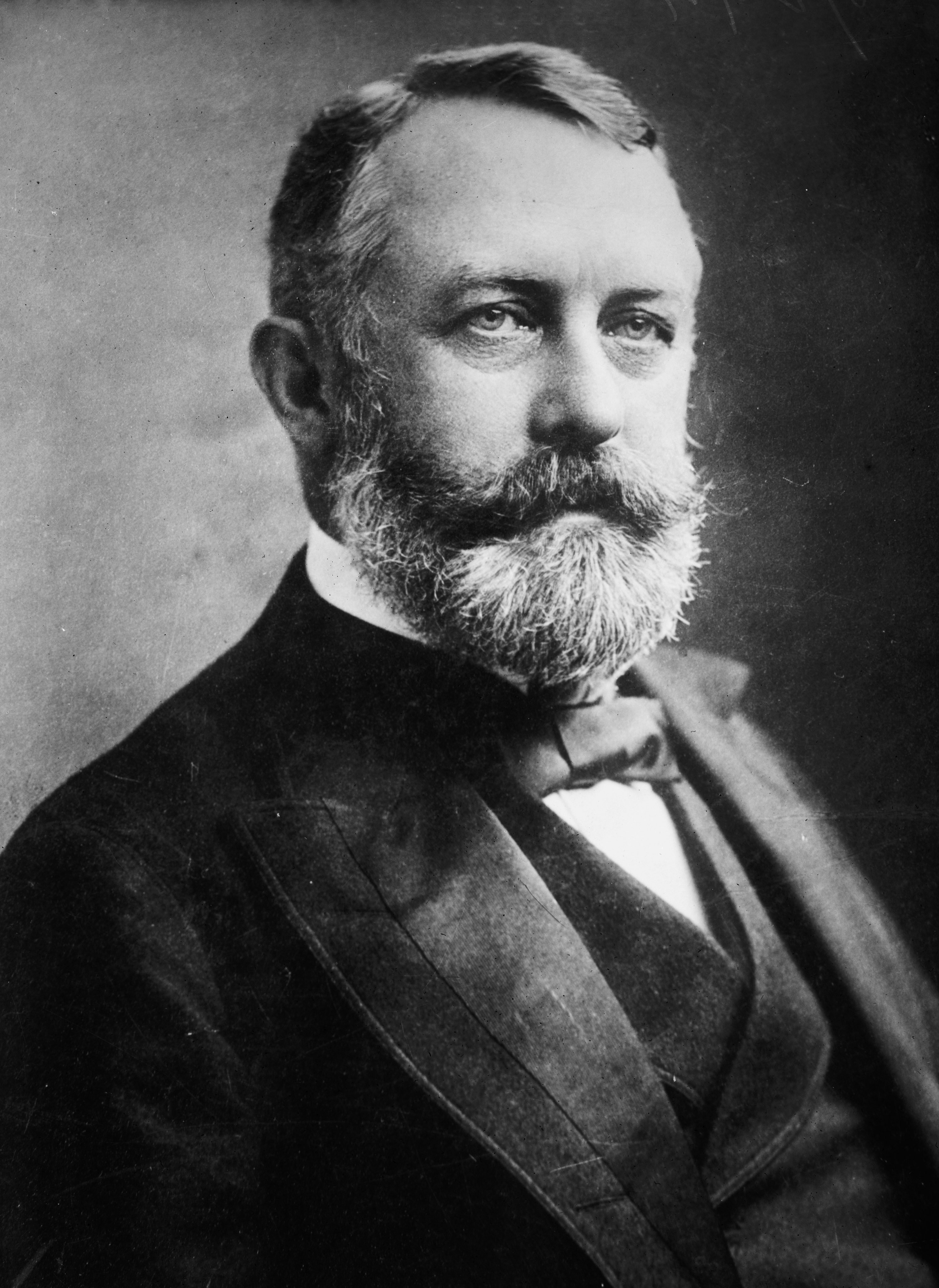
Goldman et Berkman croyaient qu'un assassinat de représailles sur le directeur de la Carnegie Steel Company, Henry Clay Frick (ci-dessus), aurait « instillé la terreur dans l'esprit de cette classe » et « apporté les enseignements de l'Anarchisme au monde ».

La grève dans une usine sidérurgique de Homestead située dans la banlieue de Pittsburgh en Pennsylvanie est sans doute à l'origine de la rencontre politique entre Goldman et Berkman. En juin 1892, les négociations sont rompues entre la direction de la Carnegie Steel Company (en) et le syndicat Amalgamated Association of Iron and Steel Workers. Le directeur de l'usine, Henry Clay Frick, est un violent adversaire du syndicalisme. Fin juin, les dernières négociations ayant échoué, la direction décide le lock-out de l'entreprise, la fermeture de l'usine, afin de mettre au chômage les salariés. Ceux-ci se mettent immédiatement en grève. Des briseurs de grève sont recrutés et protégés par des agents armés de la Pinkerton National Detective Agency. Le 6 juillet, un affrontement oppose trois cents Pinkerton à une foule armée de travailleurs. Au cours de la fusillade qui dure douze heures, sept gardes et neuf grévistes sont tués.
À la suite de cet affrontement et alors que la majorité de l'opinion publique soutient les grévistes, Goldman et Berkman décident d'assassiner Henry Clay Frick, une action dont ils attendent qu'elle inspire la peur dans les rangs du patronat tout en encourageant les travailleurs à se révolter contre le système capitaliste.
Berkman se charge de l'action et Goldman expliquera ses motivations après son arrestation. Dans un premier temps, Berkman essaie, sans succès, de fabriquer une bombe, puis part à Pittsburgh acheter une arme et un costume décent.
Pendant ce temps, Goldman décide d'aider au financement du projet grâce à la prostitution. Se rappelant le personnage de Sonia dans le roman de Dostoïevski, Crime et Châtiment, elle songe que cette dernière « était devenue une prostituée dans le but d'aider ses petites frères et sœurs… La sensible Sonia pouvait vendre son corps, pourquoi pas moi ? » Une fois dans la rue, elle attire l'attention d'un homme qui l'emmène dans un saloon, lui offre une bière et lui donne dix dollars, en lui disant qu'elle n'a pas « le coup », en lui conseillant d'abandonner la prostitution. Elle est « trop abasourdie pour parler ». Elle écrit à Helena, prétendant être malade et avoir besoin de quinze dollars.
Le 23 juillet, Berkman accède au bureau de Frick avec une arme dissimulée et lui tire trois fois dessus avant de le poignarder à la jambe. Un groupe de travailleurs, loin de le soutenir, le frappent au point de lui faire perdre conscience. Il est arrêté,,.
Lors de son procès, il est reconnu coupable de tentative d'assassinat et condamné à 22 ans de prison,. Son absence fut très dure à vivre pour Goldman. Convaincue qu'elle était impliquée, la police perquisitionne son appartement. Ne trouvant pas de preuves, les inspecteurs font pression sur son propriétaire pour l'expulser.
Les organisations syndicales, tout comme les anarchistes, condamnent l'action. Johann Most, leur ancien camarade, s'en prend alors vivement à Berkman. Furieuse, Goldman apporte à l'une de ses conférences une petite cravache et demande, sur scène, que Most s'explique. Ce dernier l'exclut, après quoi elle lui donne des coups, cassant la cravache sur ses genoux en lui jetant violemment les morceaux,.
Elle a plus tard regretté l’agression, confiant à un ami : « À l'âge de 23 ans, on n'a pas raison. »

### Une militante anarchiste…

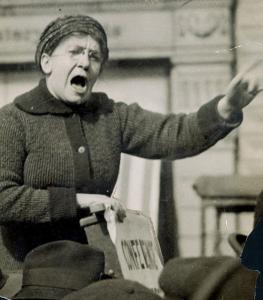
Prise de parole (sans date).

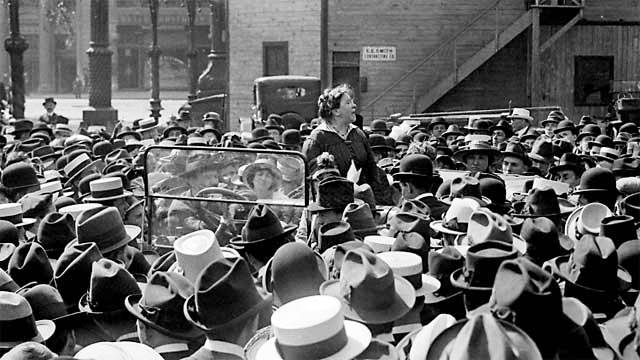
Sur Union Square à New York en mai 1916.

Aux côtés de Kate Austin et Voltairine de Cleyre, elle collabore à l'hebdomadaire Lucifer, The Light-Bearer, Lucifer, Le Porteur de Lumière (1883-1907).
Lors de la grande crise de 1893, le taux de chômage approche les 20 % aux États-Unis (1894) et des « marches de la faim » débouchent régulièrement sur des émeutes. Emma prend la parole devant des foules de chômeurs à New York. Le 21 août, elle s'adresse à près de 3.000 personnes sur Union Square : « Demandez du travail, s’ils ne vous donnent pas de travail, demandez du pain, s’ils ne vous donnent ni du pain ni du travail, prenez le pain ». Cette citation est un résumé du principe d’expropriation préconisé par les communistes libertaires comme Kropotkine.
Elle est accusée « d’incitation à l’émeute », et arrêtée à Philadelphie puis extradée vers l’État de New York. La police lui propose, sans succès, de devenir indicateur pour éviter la prison. L’instruction se base sur les notes d’un agent de police, prétendument prises durant le meeting, alors que douze personnes présentes témoignent de l’impossibilité physique de prendre des notes à cause de la foule et qu’un expert déclare que l’écriture est bien trop régulière pour avoir été prise debout. Un journaliste du World de New York témoigne en sa faveur mais son article publié le lendemain du meeting a été réécrit. Le journaliste n’ose pas témoigner contre son employeur et les juges décident que son article remplacera son témoignage. Contre l’avis de son avocat, elle refuse de faire appel. Elle est donc condamnée à un an de détention au pénitencier de Blackwell’s Island. Voltairine de Cleyre donne alors une conférence pour la défense d’Emma Goldman (In defense of Emma Goldman).
Pendant l'année où elle purge sa peine, elle développe un vif intérêt pour l’éducation des enfants, ce qui sera plus tard son principal engagement.
Libérée en 1895, elle se lance dans une tournée de conférences à travers l'Europe et les États-Unis.

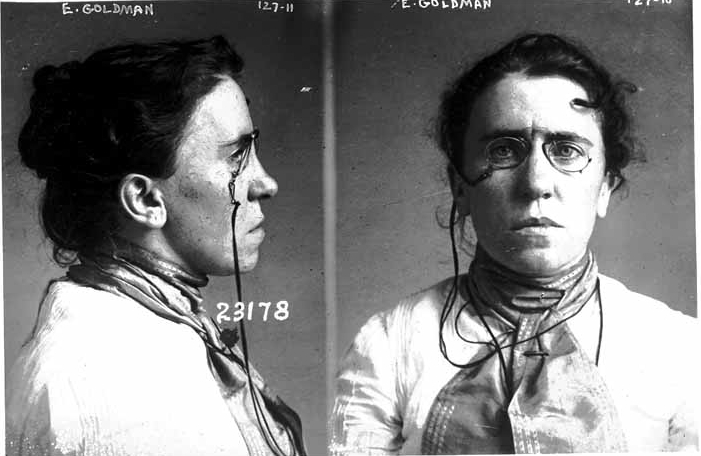
Chicago, 10 septembre 1901, photo d'identité judiciaire.

Le 10 septembre 1901, elle est arrêtée avec neuf autres personnes pour participation à un complot d’assassinat contre le président McKinley. Un jeune immigré polonais, Leon Czolgosz, qui se réclame de l'anarchisme sans qu'aucun groupe libertaire ne le reconnaisse, et qui « prétend s'être inspiré d'elle, bien qu'il n'existe aucun lien direct entre eux », a tiré sur le président quelques jours plus tôt (celui-ci décèdera de ses blessures le 14 septembre). Czolgosz était venu assister à une de ses conférences. En mai 1901, à Cleveland, Emma l'avait rencontré juste avant de monter sur l'estrade pour sa conférence et à sa demande lui avait conseillé quelques lectures. Elle l'a revu, une autre fois, l'été en se rendant à la gare pour prendre des vacances avant sa tournée prévue en septembre et elle lui consacra alors quelques minutes. Elle écrit à son propos : « Léon Czolgosz et les hommes de son espèce ne sont pas des créatures dépravées animées par de bas instincts, mais au contraire des êtres hypersensibles qui ne supportent plus le poids des contraintes sociales. C'est parce qu'ils ne peuvent plus être les témoins inactifs de la souffrance et de la misère de leurs semblables qu'ils en viennent, parfois au prix de leur vie, à ces actes de violence. Et ces actes devraient être retournés à leurs envoyeurs véritables, les responsables de l'injustice et de l'inhumanité qui règnent sur le monde. ».
En 1903, une loi contre les anarchistes est votée par le Congrès de Washington. Emma n'en continue pas moins sa propagande et publie en 1906 une nouvelle revue, Mother Earth, et un premier livre, Anarchism and Other Essays, en 1910.
En août 1907, elle participe avec Max Baginski au Congrès anarchiste international d'Amsterdam où elle rencontre des délégués de 14 pays dont Errico Malatesta, Pierre Monatte, Luigi Fabbri, Benoît Broutchoux, Rudolf Rocker, Christiaan Cornelissen.
Jusqu'à leur exécution sur la chaise électrique, le 22 août 1927, elle participe à la campagne internationale autour de l'affaire impliquant deux anarchistes d'origine italienne, Nicola Sacco et Bartolomeo Vanzetti.

### … et féministe

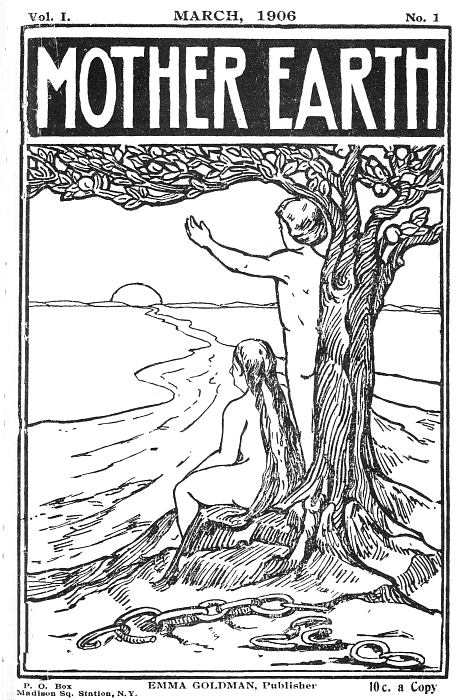
Mother Earth no 1, 1er mars 1906.

Son féminisme libertaire est aussi radical que ses autres engagements : elle prône la contraception, l'égalité des sexes et l'union libre. Elle dénonce l'organisation patriarcale de la société et l'institution du mariage.
Elle met en évidence la persistance de « l'instinct de propriété du mâle », même parmi les révolutionnaires : « dans son égocentrisme, l'homme ne supportait pas qu'il y eut d'autres divinités que lui », une analyse qu'elle développe dans La Tragédie de l'émancipation féminine.
Elle s'oppose aux conceptions traditionnelles de la famille, de l'éducation et des rapports de genre. Elle s'attaque à l'institution du mariage dont elle dit que « c'est premièrement un arrangement économique… [la femme] le paie avec son nom, sa vie privée, son estime de soi, toute sa vie ».
En 1895, elle fait un séjour à Vienne et apprend le métier d’infirmière sage-femme, qu’elle pratique ensuite aux États-Unis.
Elle est l’une des pionnières du combat pour le contrôle des naissances. Pour elle, les femmes — qui ont en moyenne entre cinq et onze enfants — doivent se libérer de « l'esclavage de la maternité ». Elle les appelle à utiliser la contraception, seul moyen pour les femmes de devenir citoyennes à part entière et de remettre effectivement en cause l'omnipotence économique, politique et culturelle des hommes.
En 1911, avec Harry Kelly, Alexandre Berkman et Voltairine de Cleyre, elle participe à la création de la première des Écoles modernes et l'une des plus reconnues, celle de New York, couramment appelée le Ferrer Center du nom du pédagogue libertaire espagnol, Francisco Ferrer. Selon elle, les cours donnés dans l'école « contribuèrent à créer un esprit de liberté dans les classes d'art tel qu'il n'en existait probablement nulle part à New York à cette époque ».

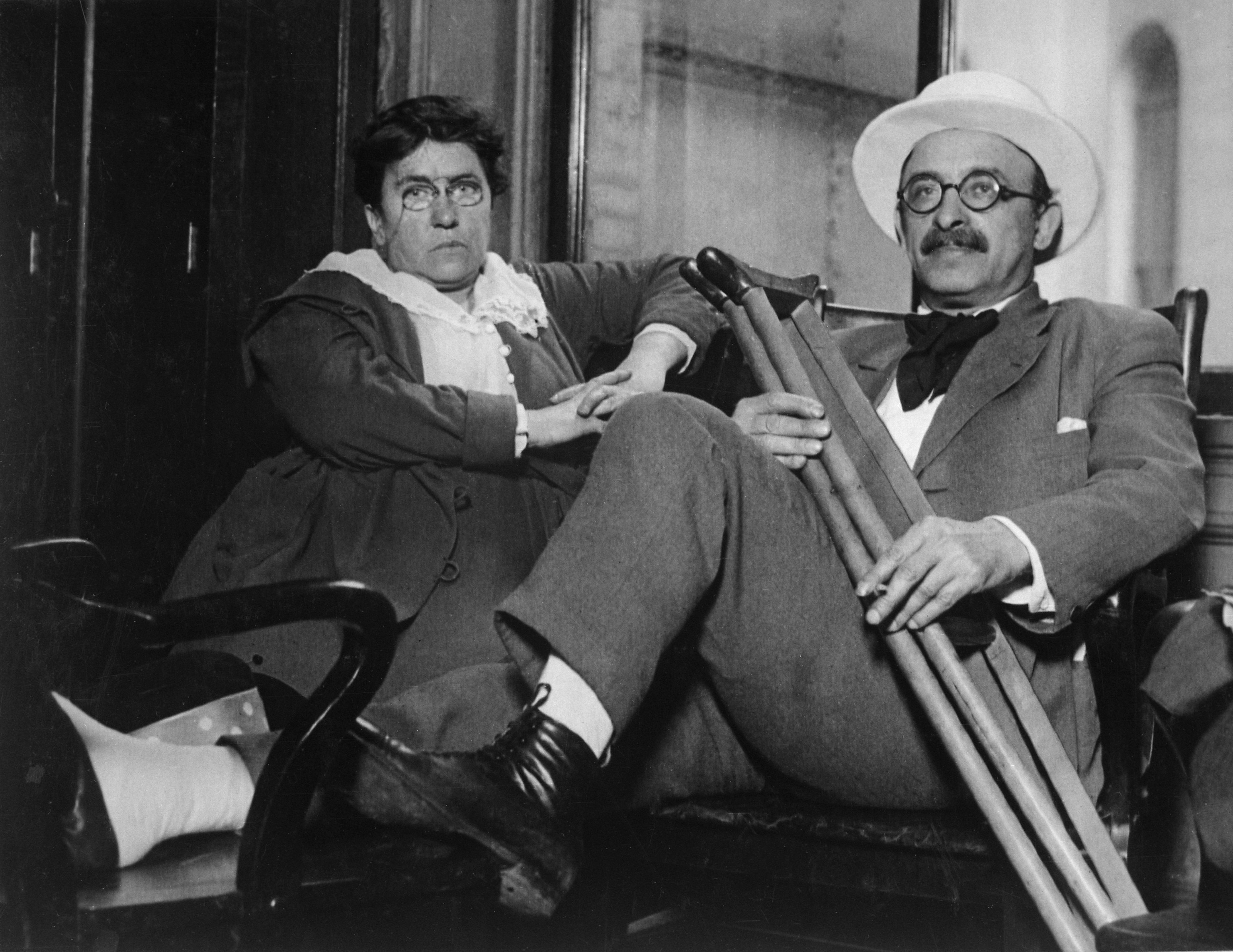
Emma Goldman et Alexandre Berkman en 1917.

Le 11 février 1916, elle est arrêtée et emprisonnée, à nouveau, pour la distribution de propagande en faveur de la contraception.
Durant plusieurs années, elle s’attend à être arrêtée à chaque fois qu’elle prend la parole et a toujours un livre quand elle monte sur l’estrade. La presse la surnomme « Emma la Rouge ».

### Campagne antimilitariste contre la conscription
En février 1915, pendant la Première Guerre mondiale, elle signe le Manifeste « L’Internationale Anarchiste et la Guerre ».
En 1916, elle s'oppose avec notamment Errico Malatesta, Alexandre Berkman, Rudolf Rocker, Voline ou Ferdinand Domela Nieuwenhuis au Manifeste des Seize, rédigé par Pierre Kropotkine et Jean Grave qui prennent parti pour le camp des Alliés et contre l’agression allemande.
Elle milite contre la conscription récemment instaurée aux États-Unis, et s'engage dans la No Conscription League (en) qui organise des réunions antimilitaristes contre la guerre. En 1917, elle est incarcérée pour la troisième fois.

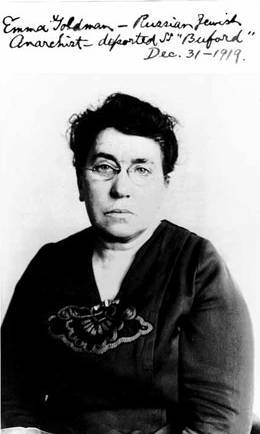
31 décembre 1919.

Elle passe deux ans en prison, avant d'être expulsée vers la Russie en décembre 1919, bannie et déchue de sa citoyenneté américaine avec deux cent quarante-sept autres révolutionnaires. Durant l’audience présidée par J. Edgar Hoover, celui-ci l'appelle « l’une des femmes les plus dangereuses d’Amérique ».
Cet exil forcé lui permet, avec Berkman, d'être témoin et acteur direct dans la révolution russe.

### Révolution russe et opposition aux bolcheviks
À son arrivée en Russie, elle est prête à soutenir les bolcheviks, malgré l'opposition historique entre libertaires et communistes étatistes héritée du clivage entre Bakounine et Marx qui déboucha sur la scission de la Première Internationale.
C'est une autre réalité qui l'attend. À Petrograd (Saint-Pétersbourg), elle est choquée d'entendre un responsable du parti bolchevik traiter la liberté d'expression de « superstition bourgeoise ». Avec Berkman, elle voyage à travers le pays, croisant Gorki et Kropotkine. Elle découvre partout la répression, la mauvaise gestion et la corruption, à la place de l'égalité et l'autogestion par les travailleurs dont elle avait rêvé. Tous ceux qui critiquent le gouvernement sont traités de « contre-révolutionnaires » et les ouvriers travaillent dans des conditions déplorables. Elle rencontre Lénine qui lui assure que la suppression de la liberté de la presse est un mal nécessaire : « Il ne peut y avoir la liberté d'expression dans une période révolutionnaire. » Au nom de la « nécessité historique », Berkman est plus indulgent qu'elle, mais la rejoint finalement dans son opposition à l'autoritarisme du nouvel État soviétique.
Sur le plan privé, elle est l'amie de communistes marxistes et new-yorkais comme John Reed et Louise Bryant, présents également en Russie avec qui elle aurait même partagé un appartement.

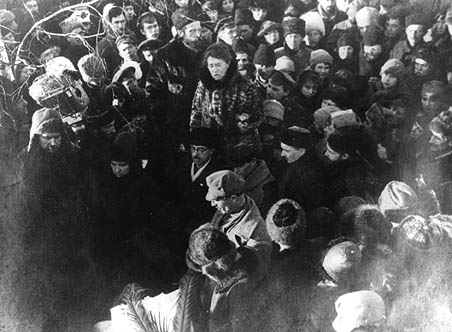
Aux funérailles de Kropotkine.

Elle prend la parole, le 13 février 1921, aux funérailles de Pierre Kropotkine qui constituent la dernière manifestation de masse du mouvement libertaire en URSS. Bravant le froid, 20 000 Moscovites suivent le cortège derrière des banderoles : 

« Là où il y a autorité, il ne peut y avoir de liberté »
« La libération de la classe ouvrière, c’est la tâche des travailleurs eux-mêmes »

#### Insurrection de Kronstadt
En février 1921, des grèves éclatent à Petrograd, des travailleurs manifestent dans les rues pour réclamer de meilleures rations alimentaires et plus de liberté. Goldman et Berkman soutiennent les grévistes : « Garder le silence est maintenant impossible, même criminel. » Le mouvement fait tache d'huile jusqu'au port militaire de Kronstadt où les anarchistes sont bien implantés parmi les marins.
Le 26 février, les équipages du cuirassé Petropavlovsk et du cuirassé Sébastopol tiennent une assemblée qui décide l'envoi d'une délégation à Petrograd.

Le 1er mars, réunis en assemblée générale, les marins de la flotte de la Baltique envoient une liste de quinze résolutions au gouvernement bolchevik : 

« Ayant entendu les représentants des équipages délégués par l’Assemblée générale des bâtiments pour se rendre compte de la situation à Petrograd, les matelots décident : […] D’exiger la liberté de parole et de la presse pour les ouvriers et les paysans, les anarchistes et les partis socialistes de gauche […] D’exiger la liberté de réunion et la liberté des organisations syndicales et des organisations paysannes […] De libérer tous les prisonniers politiques des partis socialistes, ainsi que tous les ouvriers et paysans, soldats rouges et marins emprisonnés […] Désigner une commission de révision des dossiers des détenus dans les prisons et dans les camps de concentration […] Égaliser les rations alimentaires de tous les travailleurs, sauf ceux qui sont sur des postes insalubres ou dangereux,. »

Le 5 mars, soit deux jours avant le bombardement de Kronstadt, elle est avec Berkman à la tête d'une délégation anarchiste qui se propose comme intermédiaire pour faciliter les négociations entre le Comité révolutionnaire provisoire mené par Stepan Petrichenko et le pouvoir soviétique. Mais ce geste sera ignoré par les bolcheviks. Le 17 mars l'insurrection est écrasée par l'Armée rouge.
L'écrasement de la commune de Kronstadt, la dictature instaurée par les bolcheviks, la répression des courants anarcho-syndicalistes et anti-autoritaires, la bureaucratie omniprésente et le travail forcé l'amènent à quitter l'URSS en décembre 1921.
À la demande du New York World de Joseph Pulitzer, elle accepte d'écrire une série d'articles sur son expérience en Russie qui sont rassemblés, en 1923, dans un livre, Mon désenchantement en Russie (My Disillusionment in Russia), suivi de Mon autre désenchantement en Russie (My Further Disillusionment in Russia). Elle y dénonce la « dictature du parti » qui étouffe les soviets avec sa « brutalité organisée ».
Son expérience en URSS a fait évoluer ses positions sur l'usage de la violence dans les luttes sociales. Témoin de la répression brutale des grévistes et opposants politiques par l’Armée rouge, elle rejette à présent l'utilisation de la violence, à l’exception de l'autodéfense.

### Living my Life
Quittant la Russie, elle séjourne brièvement à Riga et à Stockholm, avant de s'installer à Berlin, d'où elle est expulsée.
En septembre 1924, elle est autorisée, par le gouvernement travailliste, à se fixer en Angleterre. Elle est boycottée par toute la gauche qui l'accuse de faire le jeu de la droite en dénonçant les méthodes dictatoriales du nouveau pouvoir bolchevik. En 1925, elle obtient la nationalité britannique.
Elle voyage à travers l'Europe et participe aux activités de soutien aux anarchistes russes emprisonnés, notamment au Comité de défense des révolutionnaires emprisonnés en Russie créé par Grigori Maksimov.
En 1928, installée à Saint-Tropez, elle rédige, pendant deux ans, son autobiographie, Living my Life, avec l'aide critique de Berkman. Elle demande à son éditeur Alfred A. Knopf que le manuscrit soit publié en un seul volume et « à un prix abordable pour la classe ouvrière ». En 1931 lors de la sortie, elle est furieuse d'apprendre que l'éditeur a publié le texte en deux volumes au prix global de 7,50 $ du fait de l'effondrement de l'économie pendant la crise de 1929. Le livre se vend peu, malgré les critiques enthousiastes parues dans The New York Times, The New Yorker et Saturday Review of Literature qui le présentent comme l'un des meilleurs de l'année.
En 1933, elle est autorisée à tenir une conférence aux États-Unis à condition qu'elle ne parle que de son expérience personnelle, sans commentaire sur les enjeux politiques du moment. Le 2 février 1934, elle revient à New York ou l'accueil de la presse est globalement positif, sauf dans les publications communistes. Entourée d'admirateurs et d'amis, elle reprend sa ronde de conférences et d'interviews.
Son titre de séjour expire en mai 1934 et elle rejoint Toronto afin d'y déposer une nouvelle demande de visa qui lui est refusé. Elle reste au Canada, tout en publiant dans la presse américaine.
En juin 1936, elle reçoit un appel de détresse de Berkman alors en France. Elle part immédiatement pour Nice, mais à son arrivée, elle le retrouve paralysé à la suite d'une tentative de suicide. Il meurt le lendemain, 27 juin 1936.

### L'Espagne rouge et noire

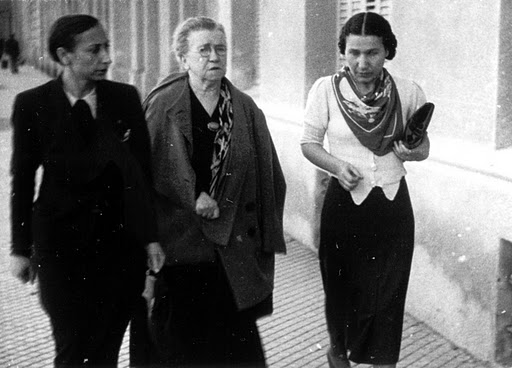
En Espagne avec Lucía Sánchez Saornil de l'organisation féminine libertaire Mujeres Libres.

En Espagne, le 18 juillet 1936, des militaires nationalistes déclenchent un coup d'État contre le gouvernement de la Seconde République. C'est le début de la guerre civile. En Catalogne particulièrement, et tout en participant aux combats contre les franquistes, le mouvement anarcho-syndicaliste réalise une véritable révolution sociale.
Alors âgée de 67 ans, Emma Goldman est invitée, à Barcelone, par la Confédération nationale du travail (CNT) et la Fédération anarchiste ibérique (FAI). Pour la première fois de sa vie, elle se retrouve dans une communauté autogérée selon les principes pour lesquels elle s'est toujours battue. « De toute ma vie, je n'ai pas rencontré un accueil aussi chaleureux, la camaraderie et la solidarité ».

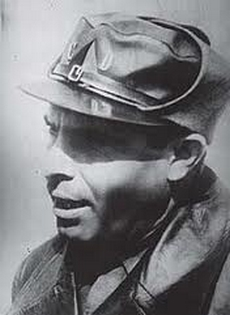
Buenaventura Durruti.

Elle se rend dans la province de Huesca, où elle visite des entreprises et des fermes collectivisées : « Votre révolution va détruire pour toujours [l'idée] que le projet anarchiste signifie le chaos » et de rajouter « Le travail constructif entrepris par la CNT et la FAI constitue une réalisation inimaginable aux yeux du régime bolchevique, et la collectivisation des terres et des usines en Espagne représente la plus grande réussite de toutes les périodes révolutionnaires. De plus, même si Franco gagne et que les anarchistes espagnols sont exterminés, le travail qu’ils ont commencé continuera à vivre. »
Elle rejoint Madrid assiégée où elle partage le quotidien des miliciens. En octobre 1936, elle rencontre Buenaventura Durruti et sa colonne. Après la mort de ce dernier, elle écrit un vibrant hommage : Durruti is Dead, Yet Living!.
Elle édite un Bulletin d'information hebdomadaire en langue anglaise pour la CNT-FAI.

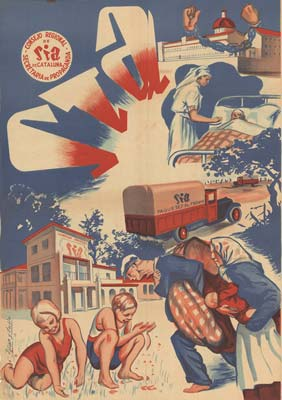
Affiche de Solidarité internationale antifasciste, 1937.

En novembre 1936, de plus en plus convaincue que son incapacité à parler espagnol limite son activité, elle décide de faire une tournée de conférences en Grande-Bretagne ou aux États-Unis, où elle sera plus utile, donnant des interviews où elle communique son enthousiasme pour les événements en cours en Espagne. Elle retourne à Londres en tant que représentante officielle de la CNT-FAI. Elle reviendra en Espagne à plusieurs reprises jusqu'en 1938.
Après les Journées de mai à Barcelone et l'entrée des anarcho-syndicalistes de la CNT-FAI dans le gouvernement républicain de coalition dominé par les communistes, elle fait part de ses critiques. Elle décrit la collaboration avec les communistes comme étant « un déni pour nos camarades morts dans les camps de concentration de Staline ». Elle dénonce les concessions répétées faites aux communistes au nom de l'unité anti-fasciste : « le peuple les déteste et dès la fin du chantage dû aux fournitures d’armement russe, bien payées du reste mais absolument nécessaires, le stalinisme ne prendra jamais sur le territoire espagnol ».
Le 18 octobre 1937, elle est désignée par le Secrétaire général de la CNT-FAI, Mariano Rodríguez Vázquez, comme représentante à Londres de Solidarité Internationale Antifasciste, organisation formée en juin 1936 en solidarité avec le mouvement libertaire espagnol et la révolution sociale.
Début mai 1938, elle lit Hommage à la Catalogne de George Orwell. Elle revient une dernière fois en Espagne en septembre.

### Décès

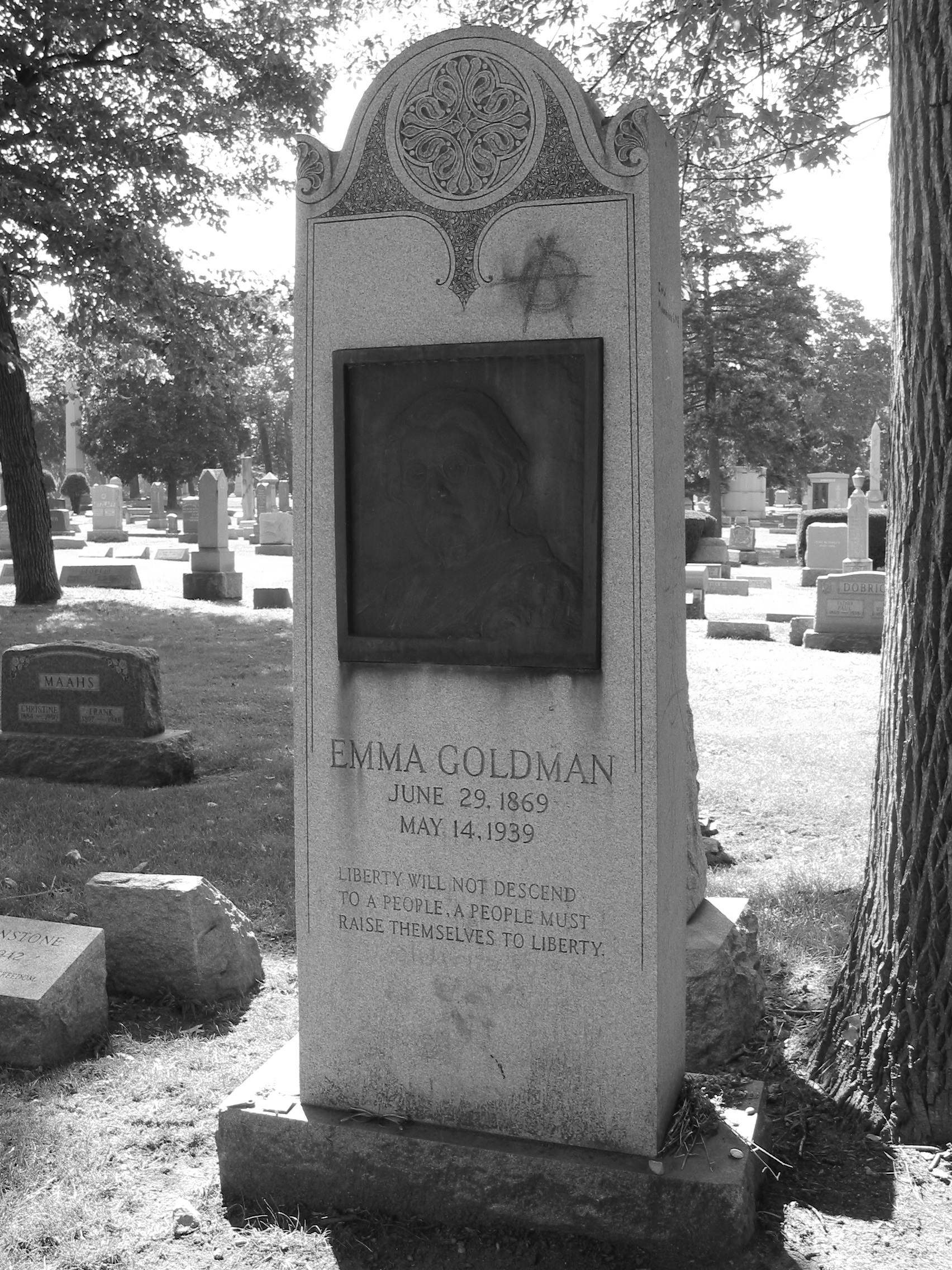
Tombe d'Emma Goldman.

En 1938, elle se rend à Amsterdam pour y classer ses archives et celles de Berkman à l'Institut international d'histoire sociale.
En 1939, elle revient au Canada. À Winnipeg, début décembre, elle donne cinq conférences, évoquant notamment le pacte germano-soviétique et dans une réunion organisée par un club de femme juives, Les Juifs dans la littérature en Angleterre jusqu'à la fin du XIXe siècle.
Le samedi 17 février 1940, elle est victime d'un accident vasculaire cérébral qui la laisse paralysée du côté droit et même si son audition n'est pas affectée, elle ne peut plus parler. Pendant trois mois, son état s'améliore légèrement, avant une rechute le 8 mai. Le 14 mai 1940, elle meurt à Toronto.
Le service américain de l'immigration et des naturalisations permet le rapatriement de son corps aux États-Unis. Elle est enterrée, selon son vœu, aux côtés des condamnés du massacre de Haymarket Square à Chicago, le lieu qui a changé le cours de sa vie.

## Philosophie politique
La pensée politique d'Emma Goldman est influencée par les travaux de Michel Bakounine, Henry David Thoreau, Pierre Kropotkine, Ralph Waldo Emerson, Nikolaï Tchernychevski, Mary Wollstonecraft et Friedrich Nietzsche.
Dans ses nombreux écrits et prises de parole, elle aborde les thèmes qui l'ont mobilisée toute sa vie : l'anarchisme et la lutte anticapitaliste, l'égalité hommes-femmes et la libre maternité, l'amour libre et l'athéisme, l'antimilitarisme et le refus de tout régime étatique même s'il se réclame du « pouvoir des travailleurs ».

## Citations
- « Le principe essentiel de l'anarchie, c'est l'autonomie individuelle[85]. »
- Parlant de Voltairine de Cleyre, elle la désigne comme « la femme anarchiste la plus douée et la plus brillante que l’Amérique ait jamais produit[86]. »
- « La religion, spécialement la religion chrétienne, a condamné la femme à la vie inférieure de l'esclave. Elle a contrecarré sa nature et enchaîné son âme », in Le Suffrage des femmes, 1913[9].
- « Il y a davantage de classes dans la Russie soviétique d’aujourd’hui que dans celle de 1917, et que dans la plupart des autres pays du monde. Les bolcheviks ont créé une énorme bureaucratie soviétique qui jouit de privilèges spéciaux et d’une autorité presque illimitée sur les masses ouvrières et paysannes », in Il n’y a pas de communisme en Russie, 1934[87].

## Postérité

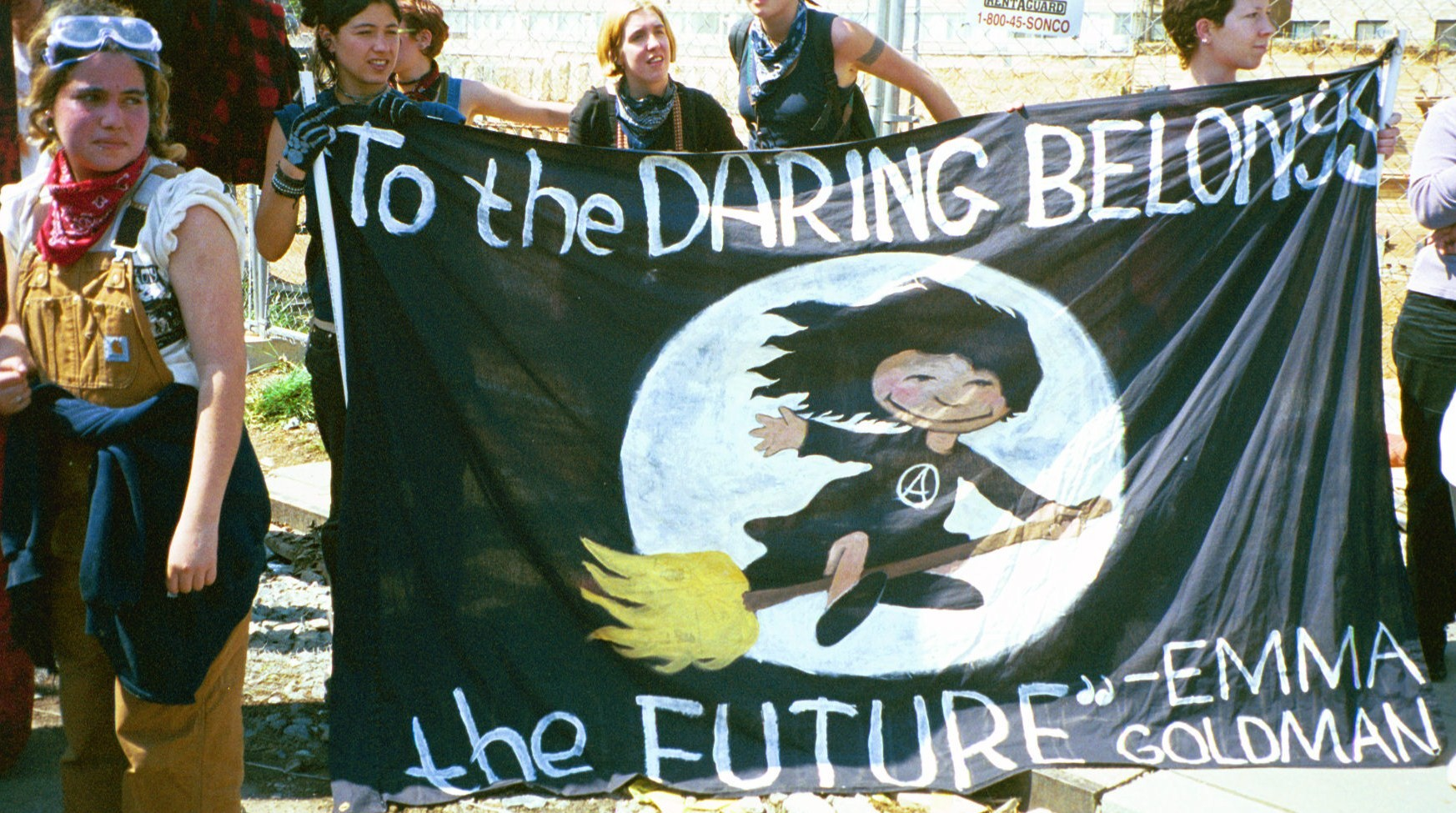
Lors d'une manifestation contre la mondialisation en 2000.

- Nombre de ses textes sont traduits en chinois et participent au développement du mouvement anarchiste en Chine dans les années 1920-30[88].
- Selon le politologue américain Stephen Bronner, la nouvelle gauche se serait inspirée de « l'anarchisme libertaire d'Emma Goldman ou de Paul Goodman »[89].
- L'historien et politologue américain Howard Zinn lui a consacré une pièce de théâtre, Emma, traduite en français sous le titre En suivant Emma[90].

## Commentaires
Domenico Tarizzo dans son ouvrage L'Anarchie : histoire des mouvements libertaires dans le monde en parle en ces termes : 

« Avec son idéalisme schématique et datant du XIXe siècle, elle a toujours gardé une attitude rigidement antimarxiste, fermée non seulement à la dictature stalinienne, mais aussi à l'opposition communiste de gauche, de tendance trotskiste ou en tout cas bolchévique. C'est à elle et à Berkman que revient la plus grande part de responsabilité dans la division entre marxistes et libertaires. »

Parlant des Journées de mai 1937 à Barcelone, les Cahiers Léon Trotsky précisent : 

« Curieusement, Emma Goldman, la plus acharnée théoricienne de l'idée que bolchevisme et stalinisme étaient symétriques, défend alors les "véritables bolcheviks" comme Andreu Nin. Emma Goldman fut l'une des rares voix de l'anarchisme international — avec le malheureux Camillo Berneri — à critiquer les positions "circonstancialistes", surtout l'action ministérialiste, les excusant cependant par l'argument que les cénétistes étaient honorables et agissaient de bonne foi. »

## Œuvres

### Textes accessibles en français
- « L’anarchisme et la question sexuelle », The Alarm, 27 septembre 1896, texte intégral
- « La tragédie de l'émancipation féminine », Mother Earth, mars 1906, texte intégral, [lire en ligne]
- Le Patriotisme, une menace contre la liberté, 1911, texte intégral
- « La préparation militaire nous conduit tout droit au massacre universel », Mother Earth, n° 10, décembre 1915, texte intégral
- « La vérité sur les bolcheviks », Mother Earth, 1918, texte intégral
- « Une esquisse d’Alexandre Berkman », Stockholm, mars 1922, texte intégral
- « La révolution sociale est porteuse d’un changement radical de valeurs », postface à My Disillusionment in Russia, 1923, texte intégral
- Ma Désillusion en Russie, 1925, [lire en ligne]
- Ma vie valait-elle la peine d’être vécue ?, 1934, publié dans Harper's Monthly Magazine, vol. CLXX, décembre 1934, édité en 2017 par les éditions Diomedea, texte intégral
- « Il n'y a pas de communisme en Russie », 1934, publié dans The American Mercury, vol.XXXIV, avril 1935, traduit en français en 2017 par Zanzara athée, texte intégral
- « Durruti n’est pas mort ! », novembre 1936, texte intégral
- « Trotsky proteste beaucoup trop », 1938, Ni patrie ni frontières, n° 1, 2002, texte intégral
- L'Individu, la société et l'État
  - traduction de The Place for the Individual in Society, Chicago, Free Society Forum, 1940, texte intégral
  - trad. par Marie-May Nielsen, préf. May Picqueray, Paris, Amis de Louis Lecoin, Le Réfractaire, 1977, notice
- La Tragédie de l'émancipation féminine. (suivi de) Du Mariage et de l'amourt (trad. de l'anglais), Paris, Éditions Syros, 1er septembre 1980, 111 p. (ISBN 2901968139, SUDOC 000274542, présentation en ligne)

- L'Épopée d'une anarchiste : New York 1886-Moscou 1920, Editions Complexe, 6 mars 2002 (1re éd. 1932), 324 p. (ISBN 978-2-87027-898-7, lire en ligne)
- L'Agonie de la Révolution. Mes deux années en Russie (1920-1921), trad. de l'anglais par Etienne Lesourd de My Further Disillusionment in Russia, New York, 1924, Les Nuits rouges, Paris, 2017
- Vivre ma vie. Une anarchiste au temps des révolutions, trad. intégrale de Living my life, autobiographie d'Emma Goldman, L'Échappée, 2018, présentation de l'éditeur
  - Extraits de Living my Life :
    - Un an au pénitencier de Blackwell’s Island, texte intégral
    - 1921, l’orage éclate à Petrograd, texte intégral
    - Souvenirs sur Cronstadt, traduction dans Ni Dieu ni maître, Anthologie de l'anarchisme de Daniel Guérin, pages 55-74 du volume 4, éditeur Maspero, 1970

### Préface
- Alexandre Berkman, Qu'est-ce que l'anarchisme ?, préface à la réédition de 1937, Éditions L'Échappée, 2010[93]

### En collaboration
- Avec Alexandre Berkman, La Rébellion de Kronstadt et autres textes, Éditions La Digitale, 2007[94]

### Source
- (en) Cet article est partiellement ou en totalité issu de l’article de Wikipédia en anglais intitulé « Emma Goldman » (voir la liste des auteurs).